# Bardepotgesetz
Das Bardepotgesetz war ein am 23. Dezember 1971 beschlossenes Gesetz zur Änderung des Außenwirtschaftsgesetzes. Das Gesetz wurde am 1. Januar 1972 in Kraft gesetzt und am 12. September 1974 wieder aufgehoben. Für Altfälle galt es jedoch bis 1977.
Wirtschaftsminister Karl Schiller beabsichtigte mit dem Bardepotgesetz, die starke Kreditnachfrage deutscher Unternehmer nach Eurodollar-Krediten durch diese Devisenverkehrsbeschränkung einzudämmen. Das Gesetz räumte der Deutschen Bundesbank die Möglichkeit ein, per Verordnung einen Bardepotsatz von bis zu 50 Prozent für im Ausland aufgenommene Kredite festzusetzen. Die entsprechende Geldmenge sollte zinslos bei der Bundesbank deponiert werden. Es gab diverse Ausnahmeregelungen, beispielsweise wurde eine Mindestkredithöhe festgelegt. Durch den zinslos zu deponierenden Kreditteil erhöhte sich der Effektivzins über den Nominalzins hinaus und machte die Kreditaufnahme unattraktiv. 
Der Bardepotsatz wurde erstmals zum 1. März 1972 auf 40 Prozent festgesetzt, der Freibetrag betrug 2 Mio. DM. Zum 1. Juli wurde der Bardepotsatz auf 50 Prozent angehoben und der Freibetrag auf 0,5 Mio. DM gesenkt. Am 14. Dezember 1972 wurde der Freibetrag auf 50.000 DM weiter gesenkt. Zum 1. Februar 1974 senkte die Bundesbank den Bardepotsatz auf 20 Prozent.